# Сокол (корвет, 1859)
«Сокол» — 11-пушечный винтовой корвет Черноморского флота Российской империи.

## Описание корвета
Парусно-винтовой корвет, длина судна составляла 50 метров, ширина 9,9 метра, осадка — 4,4 метра. На корвете была установлена изготовленная в Англии паровая машина низкого давления мощностью 220 номинальных л. с. и один гребной винт. Корвет развивал наибольшую скорость до 9-ти узлов.
Первоначальное вооружение судна состояло из одной 60-фунтовой пушки № 1 и десяти 36-фунтовых пушек № 3, а с 1873 по 1882 год — из двух 6,03-дюймовых пушек образца 1867 года, пяти-шести 9-фунтовых пушек образца 1867 года и двух 3-фунтовых медных десантных пушек. К концу службы на корвет были установлены ещё две 47/5 пушки Гочкиса.
Корвет был одним из 19 парусных и парусно-гребных судов Российского императорского флота, носивших это наименование. В составе Балтийского флота также несли службу одноимённые галеры 1721, 1728, 1743, 1754 и 1757 годов постройки, катера 1789 и 1804 годов постройки, пакетботы 1750 и 1772 годов постройки, пассажбот 1804 года постройки и парусный транспорт, купленный в 1787 году. В Черноморском флоте служили одноимённые катер 1821 года постройки и шхуна 1783 года постройки, в Азовском флоте — барбарский корабль 1699 года постройки, в Азовской флотилии галера 1739 года постройки, в Каспийской флотилии — бот 1723 года постройки и пакетбот 1794 года постройки, а в Беломорской флотилии — бот 1762 года постройки.

## История службы
Корвет «Сокол» был заложен в Николаевском адмиралтействе 29 октября 1857 года, спущен на воду 30 октября 1859 года, а в следующем году вступил в строй, при этом зачисление в состав Черноморской флотилии произошло еще 6 декабря 1856 года.
До начала 1861 года находился в распоряжении русского посланника в Константинополе, пока не был отправлен к берегам Сирии, где вошёл в состав эскадры адмирала И. А. Шестакова. 8 июня 1861 года перечислен в состав Балтийского флота и уже 23 июня был отправлен из Средиземного моря в Балтийское вместе с фрегатом «Илья Муромец». К концу сентября оба судна прибыли на Балтику.
17 сентября 1863 года корвет вновь вошел в состав Черноморской флотилии, 19 декабря 1870 года был выведен из боевого состава флотилии и сдан в Николаеве к военному порту на хранение. Однако 20 марта 1871 года судно было расконсервировано и введено в строй, а 1 октября того же года включено в состав Черноморского флота.
Во время русско-турецкой войны 1877-1878 годов в августе-сентябре 1878 года корвет «Сокол» под вымпелом капитана 1-го ранта И. О. Дефабра участвовал во взятии города Батуми.
27 октября 1886 года корвет «Сокол» был вторично выведен из боевого состава флота, сдан к порту для разоружения, демонтажа и реализации, а 31 июля 1893 года был исключен из списков судов флота.

## Командиры корвета
Командирами корвета в разное время служили:
- А. Б. Асланбегов (1858—1864 годы)[1];
- капитан-лейтенант В. Н. Иванов (с 17 (29) февраля 1864 года)[5];
- М. К. Селистранов (до 1878 года)[6];
- П. П. Снетов (05.05.1880—1885 годы)[7].